# Ляхович, Евгений Михайлович
Евгений Михайлович Ляхович (21 марта 1929, Севастополь, СССР — 14 декабря 2019, Санкт-Петербург, Россия) — советский и российский инженер, разработчик первой в мире серийной БЭВМ на интегральных микросхемах — авиационной бортовой цифровой вычислительной машины «Гном», широко используемой в авиационной промышленности.

## Биография
Родился 21 марта 1929 в Севастополе в семье военнослужащего — моряка крейсера «Червона Украина». Со школьных лет увлекался радиотехникой. Обладал редкой памятью. Беглого взгляда на сложную принципиальную схему незнакомого ранее устройства было достаточно, чтобы воспроизвести со 100 % точностью не только связи, но и типы и номиналы всех элементов.
В августе 1949 года после окончания Ленинградского техникума Авиационного Приборостроения начал работать на заводе «Новатор» и уже в 1950 году в должности инженера выполнял обязанности Старшего Представителя завода.
В феврале 1952 года, за успехи в работе, рекомендован к зачислению на очное отделение радиотехнического факультета ЛИАП, который окончил с отличием в декабре 1953 года, и был оставлен в аспирантуре, но по семейным обстоятельствам был вынужден поступить на работу в должности ведущего инженера-конструктора в ОКБ на разработку экспериментальной транзисторной РЛС. Вскоре стал начальником лаборатории.
В 1960 году в лаборатории под его руководством была создана первая в СССР интегральная твёрдая схема универсального логического элемента 2НЕ-ИЛИ (автор Л. И. Реймеров). Серийное производство схемы, получившей обозначение Р12-2, началось в 1962 году и продолжалось до 1995 года. На её основе были собраны различные узлы цифровых блоков. Это стало началом открытия целого комплекса научно-исследовательских и опытно-конструкторских работ по решению схемотехнических, технологических и конструкторских задач создания интегральных твёрдых схем, микроэлектронных модулей, узлов и блоков бортовых микроэлектронных систем. По его инициативе создан технологический участок по выпуску твёрдых схем (элемент Реймерова).
Весной 1961 года начался выпуск твёрдой схемы (элемент Реймерова) под именем ТС-233 в дальнейшем Р12-2 и Р12-5 на серийном заводе РПЗ в Риге и продолжался более 30 лет с военной приёмкой (серии 102 и 103).
Последующие годы были посвящены разработке серии бортовых ЭВМ «Гном».
Наилучшие технические характеристики были достигнуты в образце «Гном-А».
«Гном-А» — высоконадежная бортовая ЭВМ с поузловым и частично поэлементным резервированием. Система автоматического поиска, индикации, запоминания и устранения неисправностей обеспечивала практически безотказную работу в полётах, что подтверждено 25 летней эксплуатацией на больших парках самолётов АН-22 (несколько десятков) и ИЛ-76 (около 1000).
Как выяснилось позднее, БЦВМ «Гном-А» оказалась первой в мире серийной БЭВМ на интегральных микросхемах.
В 1982 году был переведён в должность начальника НИО на разработку имитаторов РЛС для комплексов самолётных тренажёров на основе компьютерных технологий.
С 1992 года по 1996 год работал в Научно-исследовательском предприятии гиперзвуковых систем (НИПГС) холдинговой компании «Ленинец» над созданием одноступенчатого аэро-космического самолёта «Аякс» под руководством Владимира Львовича Фрайштадта в должности Главного инженера и заместителя Генерального директора по экономике.
Подводя итог своей трудовой деятельности, Е. М. Ляхович сказал: «Весь мой трудовой стаж был отдан Холдинговой Компании „Ленинец“ — это в итоге 45 лет и из них 30 в звании Главный Конструктор».
В 2019 году выпустил книгу «Я из времени первых», описывающую историю развития советской радиоэлектронной промышленности.

## Награды
- Золотая медаль на выставке ВДНХ в 1963 г. за модули «Квант», как первые в СССР гибридные интегральные схемы.
- Орден «Красного Знамени» в 1974 г. за разработку БЭВМ «Гном».
- Государственная премия в составе разработчиков системы «Купол» в 1975 г.